# Anna Caspari Agerholt
Ne doit pas être confondu avec Anna Caspari.
Anna Caspari Agerholt (25 juillet 1892 – 17 août 1943) est une écrivaine et activiste des droits des femmes norvégienne.

## Biographie

### Jeunesse et formation
Anna Caspari naît le 25 juillet 1892 à Kristiania (ancien nom d'Oslo). Elle est la fille de Josef Immanuel von Zezschwitz Caspari (1857-1952), universitaire, et de Vilhelmine Christiane Sømme (1863-1952). En 1910, elle passe l'Examen artium, une certification académique norvégienne permettant à un étudiant d'être admis à l'université, à la Hamar School. Durant son examen, elle écrit une composition sur la place des femmes dans la société Kvindens stilling i samfundet før og nu. Elle étudie ensuite la philologie à l'Université de Kristiania où elle obtient son Candidata philologiae en 1917. Elle obtient l'année suivante un diplôme d'enseignant.
Le 28 décembre 1923, elle épouse le premier archiviste des Archives nationales, Peter Johan Agerholt (1890-1969).

### Carrière
Agerholt commence à travailler au Lycée de Lillehammer, passe ensuite une année en Italie et en Allemagne, puis elle occupe des postes temporaires dans plusieurs lycées d'Oslo. Dès 1925, elle enseigne l'histoire sociale et le norvégien au Conseil national des femmes norvégiennes. De 1931 à 1950, elle est responsable du seul cursus permettant aux femmes de se former pour travailler dans le secteur social. Elle publie des articles dans divers journaux et, en 1937, l'ouvrage Den norske kvinnebevegelsens historie (L'histoire du mouvement des femmes norvégiennes) qui deviendra une référence universitaire lors de sa re-publication dans les années 1970. C'est la première description complète de l'histoire du mouvement des femmes dans ce pays.
De 1932 à 1934, elle est présidente de la Norske Kvinnelige Akademikeres Landsforbund (Association norvégienne des femmes universitaires) et pendant l'occupation allemande, secrétaire du Conseil national des femmes norvégiennes. Elle participe à des nombreuses conférences et manifestations liées à la défense des droits des femmes.
En 1940, elle publie Introduction historique aux femmes dans la vie professionnelle.
Agerholt meurt à Oslo le 17 août 1943.